# Macropaleontologie
Macropaleontologie is de kennis en de studie van fossielen die met het blote oog of onder lage vergrotingen met behulp van een loep te zien zijn.
Het is een enigszins verouderde term die desondanks nog veel gebruikt wordt. De term staat tegenover die van micropaleontologie.
Onder macropaleontologie vallen fossielen van uiteenlopende plant- en diergroepen. Veel bestudeerd worden fossiele zaden, vruchten, botten van gewervelde dieren en mollusken. Onderzoeksresultaten van deze verschillende specialisaties worden veel toegepast in de stratigrafie ten behoeve van relatieve ouderdomsbepaling (biostratigrafie) en in de paleo-ecologie.